# Chromadorella macris
Chromadorella macris är en rundmaskart som först beskrevs av Gerlach 1956.  Chromadorella macris ingår i släktet Chromadorella och familjen Chromadoridae. Inga underarter finns listade i Catalogue of Life.